# Kuhaiivți, Cemerivți
Kuhaiivți (în ucraineană Кугаївці) este o comună în raionul Cemerivți, regiunea Hmelnîțkîi, Ucraina, formată numai din satul de reședință.

## Demografie
Componența lingvistică a comunei Kuhaiivți
     Ucraineană (99,45%)
     Alte limbi (0,55%)
Conform recensământului din 2001, majoritatea populației comunei Kuhaiivți era vorbitoare de ucraineană (99,45%), existând în minoritate și vorbitori de alte limbi.